# Patricio Mariano
Patricio Mariano (Manilla, 17 maart 1877 - 28 januari 1935) was een Filipijns schrijver. Mariano schreef toneelstukken, operettes, zarzuela's en romans in het Tagalog. Ook werd hij bekend door het vertalen van Noli me tangere en El filibusterismo van de Filipijnse nationale held Jose Rizal.

## Biografie
Patricio Mariano werd geboren op 17 maart 1877 in Santa Cruz in de Filipijnse hoofdstad Manilla. Zijn ouders, Petronilo Mariano en Dionisia Geronimo, werkten als zilversmit. Na het voltooien van zijn middelbare schoolopleiding aan de Ateneo Municipal en het Colegio de San Juan de Letran studeerde Mariano voor boekhouder aan de Escuela de Artes y Oficios en behaalde hij een Bachelor of Arts-diploma aan de Liceo de Manila.
Mariano werkte in een typografie- en stereografiewinkel, waar Jose Dizon, een Katipunan-leider werkte als supervisor. Toen de Filipijnse Revolutie uitbrak in 1896, sloot hij zich aan bij de opstand. Mariano gebruikte zijn boekdrukvaardigheden om de revolutionaire regering onder leiding van Emilio Aguinaldo te helpen als manager van de drukkerij in Malolos. In 1898 was hij de rechterhand van Ambrosio Rianzares Bautista, de adviseur van Aguinaldo. Daarnaast schreef Mariano veelvuldig in het tweewekelijkse El Heraldo de la Revolucion en in het weekblad Ang Kaibigan ng Bayan (Vriend van het Volk). Na de revolutie was Mariano redacteur van diverse kranten, waaronder La Vanguardia en Taliba. Ook werkte hij als baas van de knipselkrant-afdeling van de Senaat van de Filipijnen. 
Mariano schreef tientallen operettes, zarzuelas en een viertal romans in het Tagalog. Ook vertaalde hij de opera's Lucia di Lammermoor en La Traviata. Verder schreef hij ongeveer 50 toneelstukken, grotendeels tragedies. Het merendeel werd ook opgevoerd op het toneel. Zijn meest bekende werken waren Silangan, een eenakter uit 1904 en Ang Pakakak, dat in 1913 opgevoerd in het het Manila Grand Opera House, Ang Anak ng Dagat, een drieakter die in 1921 voor het eerst te zien was in Zorrilla Theater. De drie-akter Lakangbini wordt door critici wel beschouwd als zijn meesterwerk. Deze opera met muziek van Jose Estella werd in 1933 voor het eerst opgevoerd in het Metropolitan Theater. Hij staat ook bekend om zijn vertaling van de werken Noli Me Tangere en El filibusterismo van de Filipijnse nationale held Jose Rizal in het Tagalog.
Mariano overleed in 1935 op 57-jarige leeftijd aan een tumor in zijn nek.